# Alexandru Buziuc
Alexandru Buziuc (Suceava, 15 marzo 1994) è un calciatore rumeno, attaccante del Corvinul Hunedoara.

## Carriera
Ha sempre giocato nel campionato rumeno, alternandosi tra la massima serie e la seconda divisione.